# Eskimonæs (Clavering ø)
 For alternative betydninger, se Eskimonæs. (Se også artikler, som begynder med Eskimonæs)
Eskimonæs er et lille næs på den sydlige del af den grønlandske Clavering ø.

## Historie
Næsset blev navngivet Eskimonæs af Lauge Koch på sin ekspedition til Østgrønland i 1929-1930, hvor han havde fundet rester at tidligere inuit beboelser. Disse huse blev udgravet af P.V. Glob i 1946.
Navnet Eskimonæs blev også benyttet som betegnelsen for den videnskabelige station og radiosender, som blev etableret i 1931 af Treårsekspeditionen, også med Lauge Koch som leder, men som nu henligger i ruiner.
Den videnskabelige station blev udover Treårsekspeditionen fra 1931-1934 benyttet til overvintring for andre videnskabsfolk frem til 1939.
Under 2. verdenskrig indgik den danske gesandt i Washington en aftale med USA om, at de til gengæld for at overtage forpligtelserne for at levere forsyninger til Grønland, fik mulighed for at oprette baser og andre militære installationer i Grønland. Stationen på Eskimonæs blev herefter en del af det amerikanske netværk, omtalt som Bluie East Five, og i perioden 1941-1943 var det hovedkvarter for Nordøstgrønlands slædepatrulje, der var bemandet af danskere og grønlændere.
25. marts 1943 blev hovedbygningen ødelagt af en tysk patrulje og US Air Force bombede hele området den 14. maj 1943.
Næsset har også været kendt som Southcape og som Foxtrap Point